# Bitwa pod Calven
Bitwa pod Calven (Chalavaina) – starcie zbrojne, które miało miejsce dnia 22 maja 1499 pomiędzy tzw. Związkiem Szwajcarskim (Związkiem Trzech) a Związkiem Szwabskim w dolinie Muensteru na terenach gmin Taufers i Mals. Bitwę stoczono w ramach wojny szwabskiej 1499. W starszych źródłach bitwa nazywana jest bitwą pod Malserheide.

## Wprowadzenie
Od czasów wczesnego średniowiecza rejony Vinschgau oraz dolina Muensteru były przedmiotem sporu pomiędzy biskupstwem Chur hrabstwem Tyrol. W XIII w. hrabiowie tyrolscy przejęli częściowo władzę nad hrabstwem Vinschgau. Majątek i prawa biskupstwa Chur pozostały jednak nietknięte. W Mals powstał sąd biskupi dla poddanych (tzw. Gotteshausleute - Członkowie Domu Pańskiego). Biskupi starosta rezydował wówczas na zamku książęcym w Burgeis.
Po przejściu Tyrolu w roku 1363 pod panowanie Habsburgów, nowi władcy podjęli próby ograniczenia praw biskupich na terenach Muenstertalu. Niezadowolenie przeciwko tym próbom, wyrazili poddani biskupstwa, którzy jednoczyli się w latach 1367 do 1415, zawiązując tzw. Gotteshausbund (Związek Domu Pańskiego). Pochodzący ze Szwabii biskup Chur znalazł się wówczas w środku sporu. Z jednej strony jako posiadacz ziemski zainteresowany był osobiście odparciem wpływów habsburskich i wzmocnieniem swojej władzy. Z drugiej strony jednak obawiał się wzrostu dążeń wolnościowych ludności zamieszkującej podległe mu tereny.
W XV w. Habsburgowie osiągnęli znaczne wpływy w Praettigau oraz Schanfigg, co dawało im niemalże całkowitą władzę na zajętych terenach. Król Maksymilian I Habsburg po zespoleniu swoich ziem i przejęciu władzy nad Burgundią, rozpoczął po roku 1495 wprowadzanie reform w Świętym Cesarstwie Rzymskim. Przeciwko królowi opowiedzieli się natychmiast Szwajcarzy, którzy stanęli w opozycji do państwa Habsburgów. W latach 1497–1499 Związek Domu Pańskiego oraz tzw. Graue Bund zawiązały sojusz obronny wymierzony przeciwko rozszerzaniu władzy Habsburgów na terenach należących do szwajcarskiego Graue Bundu.
Zwiększenie wpływów habsburskich doprowadziło od roku 1494 do długotrwałego konfliktu z Francją we Włoszech. Z tego też powodu kontrola nad przełęczami alpejskimi umożliwiająca bezpośredni atak na Lombardię nabrała decydującego znaczenia. Jednym z tych ważnych przejść alpejskich była przełęcz Umbrail prowadząca z doliny Muensteru do Veltlin i umożliwiająca bezpośrednie połączenie pomiędzy Innsbruckiem a Mediolanem. Najazd oddziałów tyrolskich na klasztor Św. Jana w Muenstertal stało się przyczyną wybuchu otwartego konfliktu, który w lutym 1499 wkomponował się w wojnę szwabską pomiędzy Szwajcarami, Związkiem Trzech a Habsburgami i Związkiem Szwabskim. Biskup Chur na początku konfliktu próbował co prawda załagodzić spory, jednak uznany przez Szwajcarów za zdrajcę zmuszony został do ucieczki do Innsbrucku.
Dla Maksymiliana I najważniejszym celem podczas wojny szwabskiej było zdobycie Münstertal/Schwarzwald i Engadins. Pod koniec marca wojska króla oraz oddziały Związku Szwabskiego wtargnęły na ziemie Unterengadin aż po Zernez, które splądrowały i całkowicie zniszczyły. Przywódca biskupstwa rezydujący na zamku książęcym Benedykt Fontana zmuszony został do ucieczki, pozostałych zamieszkujących w klasztorze obrońców wzięto do niewoli. W Vinschgau, pomiędzy Mals i Glurns, Maksymilian zebrał w maju 1499 armię w sile 12 000 ludzi, przygotowując się do decydującego starcia ze Związkiem Szwajcarskim. Do osłony obozu w rejonie Taufers i Laatsch wybudowano mocny posterunek, zagradzający przejście w kierunku przełęczy Calven, prowadzącej do Muenstertalu. Umocnienia twierdzy stanowiły silny punkt obronny, którego strzegły liczne działa.

## Bitwa
Pod naciskiem Benedykta Fontany Związek Szwajcarski zdecydował się wystąpić przeciwko zagrożeniu ze strony Habsburgów. Dnia 11 maja Szwajcarzy wypędzili habsburskie wojska z rejonu Ofen. 17 maja główna armia Szwajcarów w sile 6300 ludzi, wyruszyła z rejonu Zuoz w kierunku Muenstertalu. Po dotarciu w dniu 21 maja w pobliże twierdzy habsburskiej, Szwajcarzy podjęli decyzję o natychmiastowym ataku, obawiając się pogarszającej się sytuacji zaopatrzeniowej własnych wojsk w przypadku dłuższego pobytu na ubogich w żywność ziemiach. Prócz tego istniało zagrożenie ze strony głównych sił Maksymiliana, który mógł w każdej chwili nadciągnąć z pomocą obrońcom twierdzy. W domu zwanym Chalavaina po krótkiej naradzie wojskowej Szwajcarzy zapoznali się z planem bitwy (battaglia da Chalavaina).
Naprzeciwko 12 000 ludzi po stronie Maksymiliana Szwajcarzy zgrupowali około 2 000 żołnierzy, 1 200 Włochów stanęło na prawej flance, natomiast 200 Tyrolczyków strzegło mostu Marengo na tyłach twierdzy. W pobliżu twierdzy znajdował się zamek w Taufers zajęty przez Habsburgów. Reszta armii zgrupowana została jako rezerwa pomiędzy wioskami Burgeis a Glurns.
Podobnie jak podczas bitwy pod Frastanz, żołnierze Związku wybrali w okolicy Calven pozycje umożliwiające zaskakujący frontalny atak na twierdzę. Z pomocą miejscowych przywódców z Muenstertalu, kontyngent w sile 2 000 – 3 000 ludzi pod wodzą Wilhelma von Ringka oraz Niklausa Lombrinsa wspiął się na liczące 2300 metrów wzniesienie Schleinigerberg, skąd zamierzał przypuścić atak na tyły wroga. Równocześnie miał odbyć się atak sił głównych na wojska szwabskie w twierdzy. Problemem był także zamek w Taufers, skąd obawiano się ataku załogi habsburskiej. Dlatego też, manewr okrążający rozpoczęto dopiero po północy. Nie uniknięto przy tym kłopotów, ponieważ część oddziałów zgubiła drogę w ciemnościach i zamiast na Laatsch skierowała się ku Arundaltal.
Dopiero o świcie siły związkowe podeszły ku dolinie Etsch, napotykając oddziały habsburskie. W szeregach wojsk Maksymiliana pojawiła się pogłoska, jakoby siły związkowe liczyć miały 30 000 ludzi, co wywołało panikę i ucieczkę części oddziałów. Pozostałe wojska zostały rozbite po ataku Szwajcarów. Uciekający Habsburgowie przedostali się przez most Marengo, łącząc się po drugiej stronie rzeki z Tyrolczykami i stawiając zaciekły opór. Pomimo wielogodzinnej walki mostu nie udało się zdobyć, co było powodem odwołania ataku na tyły wojsk Maksymiliana.
Siły główne wojsk związkowych stojące naprzeciwko twierdzy, dostały wprawdzie znak do ataku, jednak dowódcy obawiając się wysokich strat odraczali atak, oczekując na osłabienie Habsburgów atakami od frontu. W chwili otrzymania informacji o nieudanym manewrze okrążającym, Szwajcarzy podjęli próbę frontalnego ataku zakończonego wysokimi stratami. W walce padł martwy dowódca biskupstwa Benedykt Fontana, który rzucił się do ataku wykrzykując niepodległościowe hasła. Postać ta uznawana jest od tamtej chwili za bohatera narodowego. Po śmierci Fontany Szwajcarzy pod wodzą Hartwiga von Capol uderzyli na twierdzę, którą po ciężkiej walce zdobyli. Obrońcy rzucili się do ucieczki, pociągając za sobą żołnierzy włoskich.
W pościgu za uciekającym przeciwnikiem wojska związkowe dotarły aż po Vinschgau. Wielu landsknechtów utonęło podczas przeprawy przez rzekę Etsch, po tym gdy mosty załamały się pod ciężarem wojsk. Poległo ponad 5 000 Szwabów, Tyrolczyków oraz Włochów. Po stronie Szwajcarów zginęło 2 000 ludzi. Po bitwie zwycięzcy splądrowali całą dolinę Etsch, paląc wioski Mals, Glurns oraz Laatsch. Zgładzono wszystkich mężczyzn i chłopców powyżej 12 roku życia. W odwecie za ten czyn Tyrolczycy zamęczyli na śmierć 38 jeńców szwajcarskich.

## Po bitwie
Po zburzeniu twierdzy Habsburgów w dniu 25 maja, Szwajcarzy obładowani łupami (w tym 300 mniejszych i 8 większych dział) wyruszyli z powrotem ku przełęczom alpejskim. Cztery dni później król Maksymilian I z resztkami armii dotarł do Glurns. Z zemsty za zniszczenia nakazał 15 000 mieszkańców wyruszyć do Engadin, które jednak również zostało spalone przez wojska związkowe.
Bitwa pod Calven stanowiła największe zwycięstwo wojsk związkowych podczas wojny szwabskiej. Maksymilian nie będąc w stanie pozyskać miejscowych władz do dalszej pomocy, zmuszony był powrócić w rejony Jeziora Bodeńskiego. Próby rozszerzania władzy Habsburgów zostały ostatecznie zniweczone. Zwycięstwo pod Calven ugruntowało powstanie Związku Trzech, który umocnił się ostatecznie w 1524. Jedynym rejonem, pozostającym w rękach Habsburgów pozostało górne Vinschgau.